# Aspergillose invasive
L'aspergillose invasive est une maladie infectieuse grave causée par l'infection diffuse d'un champignon du genre Aspergillus, le plus souvent Aspergillus fumigatus. Il s'agit d'une infection opportuniste atteignant les patients immunodéprimés, et de la deuxième cause de mortalité hospitalière par infection fongique. L'atteinte pulmonaire est la plus fréquente.

## Germes en cause

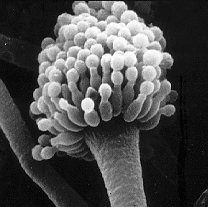
Aspergillus fumigatus en microscopie électronique.

### Aspergillus
Aspergillus fumigatus est un champignon saprophyte du sol, très courant, et l'un de ceux relargant le plus de spores dans l'air. Les spores, de 2 à 3 µm de diamètre, sont suffisamment petits pour progresser dans l'arbre respiratoire jusqu'aux alvéoles pulmonaires, et assez nombreux pour qu'un être humain en inhale plusieurs centaines par jour. Les spores sont normalement éliminées par le système immunitaire et ne sont pathogènes que dans certains cas.
Si tous les champignons du genre Aspergillus sont potentiellement pathogènes (notamment A. flavus, A. terreus, A. niger et A. nidulans), Aspergillus fumigatus est responsable de 90 % des infections pulmonaires chez l'humain. On en distingue plusieurs types, locales ou diffuses. Au contraire des infections locales  l'aspergillome et la sinusite aspergillaire, les aspergilloses invasives sont caractérisées par la diffusion du germe dans l'organisme, en particulier au niveau pulmonaire.

### Résistance aux antifongiques
L'émergence de résistances des Aspergillus aux antifongiques est un phénomène amorcé à la fin des années 1990 ; le premier cas publié dans la littérature médicale date de 1997. Aux Pays-Bas, le taux de résistance est passé de 2,5 % en 2000 à 4,9 % en 2002 et 6,6 % en 2004 pour atteindre 10 % en 2009. La répartition géographique des résistances est hétérogène et concerne surtout l'Europe de l'Ouest et la Scandinavie. Les résistances concernent principalement les triazoles, qui sont la classe d'antifongiques recommandée en première intention.
Initialement, les résistances n'existaient pas d'emblée et apparaissaient au cours de traitements longs. Toutefois, depuis 2008, des cas de résistance chez des patients n'ayant jamais reçus d'antifongiques ont été décrits, traduisant une diffusion des résistances dans le réservoir sauvage d'Aspergillus fumigatus.
La résistance est liée principalement à une mutation dans la protéine ciblée par les triazoles, qui sont les antifongiques les plus prescrits dans les infections aspergillaires. Cette protéine-cible est une enzyme, appelée la lanosterol 14α-démethylase, et codée par le gène cyp51A. Les souches résistantes le sont donc généralement à plusieurs triazoles à la fois. Depuis 2010, d'autres mécanismes de résistance sont également apparus.
L'apparition des résistances est préoccupante à plusieurs titres. Peu d'antifongiques sont disponibles, et les résistances limitent les options thérapeutiques. Enfin, les résistances concernent les triazoles, qui sont les seules molécules disponibles par voie orale. Cependant, le risque de diffusion mondiale des résistances est faible.

## Terrain
Les aspergilloses invasives atteignent en très grande majorité les patients immunodéprimés, et surtout en cas de neutropénie. On estime que 5 à 25 % des patients atteints de leucémie aiguë en sont victimes, de même que 5 à 10 % de ceux ayant reçu une greffe de moelle osseuse et 0,5 à 5 % des patients sous traitement anti-rejet après une greffe d'organe. Toutes les greffes d'organes ne prédisposent pas de la même manière à une aspergillose invasive : la greffe cœur-poumon vient en tête (19 à 20 % du total), suivie du foie, du cœur, du poumon et du rein. Enfin, les patients atteints de VIH sont de plus en plus victimes d'aspergilloses invasives.

## Manifestations cliniques
C'est la présence du champignon dans les tissus qui caractérise les aspergilloses invasives. À partir du tissu de l'organe initialement infecté (le plus souvent le poumon), le germe se propage par la circulation sanguine vers les autres organes.
On distingue quatre types d'aspergilloses invasives. Leur présentation clinique dépend de l'organe atteint par l'infection, ainsi que de la maladie sous-jacente :
- aspergillose pulmonaire invasive aiguë ou chronique, la plus fréquente ;
- trachéobronchite et bronchite obstructive, liée à l'invasion de la muqueuse et du cartilage bronchique, plus fréquente chez les patients atteints du SIDA ;
- rhinosinusite aiguë invasive ;
- aspergillose invasive diffuse, impliquant plusieurs organes dont surtout le cerveau (abcès cérébral) et la peau (aspergillose cutanée). L'infection des reins, du cœur (endocardite infectieuse), de la moelle osseuse (ostéomyélite) et des yeux (endophtalmie) est elle aussi décrite, mais rare[12].

La fièvre est inconstante, surtout en cas de traitement par corticoïdes.

## Diagnostic
Le diagnostic est difficile et basé sur l'identification du champignon responsable dans l'organe défaillant. L'évolution très rapide, accompagnée d'une dégradation majeure de l'état général pouvant aboutir au décès en une à deux semaines en absence de traitement, fait commencer le traitement de manière probabiliste à la suspicion du diagnostic, plutôt que d'attendre sa confirmation.
L'identification du germe en cause se fait généralement sur un lavage bronchoalvéolaire, soit par culture fongique, soit par recherche du galactomannane et PCR. La sérologie aspergillaire est elle aussi utile au diagnostic.

## Traitement
Le traitement est basé sur des médicaments antifongiques, souvent de la famille des triazoles. Le voriconazole, administré par voie intra-veineuse, est la molécule de premier choix, pour un minimum de 12 semaines. En cas de contre-indication ou de résistance, l'amphotéricine B est une alternative, de même que la caspofungine et la micafungine. Le traitement doit être commencé le plus tôt possible.
La restauration du système immunitaire du patient, et en particulier la correction d'une neutropénie, doit être un autre objectif de la prise en charge.

## Prévention
L'infection se propageant par la diffusion aérienne des spores d'Aspergillus, la prévention se fait principalement par la filtration de l'air. Les patients en immunodépression profonde, et en particulier les patients d'hématologie, sont donc souvent hospitalisés dans des chambres stériles, où l'air est filtré et la chambre maintenue en légère surpression par rapport à l'extérieur.
Le traitement préventif par antifongiques n'a pas fait preuve d'efficacité, excepté chez les patients les plus à risque. Elle est alors à base de posaconazole.

## Pronostic
L'aspergillose invasive est la deuxième cause de mortalité hospitalière par infection fongique.